# Gesundheit in Deutschland aktuell
Die Studie Gesundheit in Deutschland aktuell (GEDA) ist eine vom Robert Koch-Institut seit 2008 durchgeführte Datenerhebung zum Gesundheitszustand der in Deutschland lebenden Erwachsenen. Die Studie setzt die bundesweiten telefonischen Gesundheitssurveys des Robert Koch-Instituts fort. GEDA ist – wie auch die „Studie zur Gesundheit Erwachsener in Deutschland“ (DEGS) und die „Studie zur Gesundheit von Kindern und Jugendlichen in Deutschland“ (KiGGS) – Teil des Gesundheitsmonitorings, welches das Robert Koch-Institut seit 2008 im Auftrag des Bundesministeriums für Gesundheit durchführt.
Die Daten des Gesundheitsmonitorings fließen in die Gesundheitsberichterstattung des Bundes am Robert Koch-Institut ein. Sie ergänzen bestehende Datenquellen und sind eine Grundlage für die Entwicklung von gesundheitspolitischen Zielsetzungen und Maßnahmen.

## GEDA-Studienkonzept
Ziel von GEDA ist es, in regelmäßigen Abständen deutschlandweit repräsentative Gesundheitsdaten zu erheben, mit denen die Gesundheit der volljährigen deutschsprachigen Wohnbevölkerung in Deutschland beschrieben werden kann. Durch schnelle Datengewinnung kann die GEDA-Studie kurzfristig und flexibel auf gesundheitspolitische Fragestellungen reagieren. Durch eine kontinuierliche Erfassung der gesundheitlichen Lage der Bevölkerung lassen sich auch im Lauf der Zeit auftretende Veränderungen beschreiben. Auf diese Weise kann beispielsweise der Erfolg von Maßnahmen zur Prävention bewertet werden. Die Daten werden derzeit ausschließlich mithilfe von telefonischen Befragungen erhoben. Zukünftig sollen den Teilnehmenden über neue Zugangswege verschiedene Möglichkeiten angeboten werden, sich an der Studie zu beteiligen.
GEDA ist als Querschnittstudie angelegt und besteht aus einem konstanten Kernmodul zu gesundheitlich wichtigen Fragestellungen, das jährlich durch verschiedene thematische Ergänzungen erweitert wird. Neben Daten zu persönlichen Merkmalen wie Alter oder Geschlecht erhebt das Kernmodul Daten zu folgenden Themen:
- Subjektive Gesundheitswahrnehmung
- Verbreitung von Krankheiten
- Unfälle und Verletzungen
- Psychische Gesundheit
- Krankheitsfolgen und Behinderung
- Gesundheitsbezogenes Verhalten und Prävention (z. B. Inanspruchnahme von Impfungen, Ernährung, körperliche Aktivität)
- Risikofaktoren wie Alkoholkonsum oder Rauchen
- Inanspruchnahme von Leistungen des Gesundheitssystems
- Gesundheitsbezogene Unterstützungen und Belastungen,
- Soziodemografische Merkmale (z. B. Bildung, berufliche Stellung oder Migrationshintergrund).

## GEDA 2012
Im März 2012 begann die aktuelle, dritte Welle der GEDA-Studie des Robert Koch-Institutes (GEDA 2012). Bis März 2013 wurden etwa 26.000 Menschen, die in Deutschland leben und mindestens 18 Jahre alt sind, telefonisch befragt. In GEDA 2012 wurde das Kernmodul durch die Themen Masern und Masernimpfungen, Pflege von Angehörigen und Lärmbelästigung ergänzt.

## GEDA 2010
Die telefonische Befragung GEDA 2010 wurde von September 2009 bis Juli 2010 vom Robert Koch-Institut durchgeführt. Dabei wurden 22.050 Menschen aus der deutschsprachigen Wohnbevölkerung ab 18 Jahren interviewt, die über Festnetz zu erreichen waren.
In GEDA 2010 wurde das Kernmodul durch die thematischen Ergänzungen Inanspruchnahme von Krebsfrüherkennungsuntersuchungen (Hautkrebs und Darmkrebs), Neue Influenza, Unfälle und Verletzungen sowie Asthma und Asthmaversorgung erweitert.

## GEDA 2009
GEDA 2009 fand von Juli 2008 bis Mai 2009 statt und wurde vom Robert Koch-Institut durchgeführt. Dabei wurden etwa 25.000 Menschen aus der deutschsprachigen Wohnbevölkerung ab 18 Jahren interviewt, die über einen Festnetzanschluss zu erreichen waren. Das Kernmodul von GEDA 2009 wurde durch Befragungen zu Magen- und Darmerkrankungen, der Bereitschaft zur Organspende sowie zur Inanspruchnahme von gesundheitsfördernden Maßnahmen ergänzt.

## Daten
Für die wissenschaftliche Öffentlichkeit sind die Daten des Gesundheitsmonitorings als Public Use Files verfügbar. Die Daten aus GEDA 2009 und GEDA 2010 können beim Robert Koch-Institut zur Nutzung beantragt werden.

## Publikationen
- Robert Koch-Institut (Hrsg.): Daten und Fakten: Ergebnisse der Studie „Gesundheit in Deutschland aktuell 2010“. Beiträge zur GBE. 2012, ISBN 978-3-89606-213-0 (rki.de [PDF; abgerufen am 9. November 2012]).
- Robert Koch-Institut (Hrsg.): Daten und Fakten: Ergebnisse der Studie »Gesundheit in Deutschland aktuell 2009«. Beiträge zur GBE. 2010, ISBN 978-3-89606-206-2 (rki.de [PDF; abgerufen am 9. November 2012]).